# إيمانويل مبولا
إيمانويل مبولا (بالإنجليزية: Emmanuel Mbola)‏ (مواليد 10 مايو 1993) هو لاعب كرة قدم زامبي يلعب حاليًا في نادي هابويل رعنانا على سبيل الإعارة من تي بي مازيمبي الكونغولي.

## الألقاب
بيونيك
- كأس أرمينيا: 2009
- الدوري الأرميني الممتاز: 2009

## روابط خارجية
- إيمانويل مبولا على فرق كرة القدم الوطنية.كوم
- إيمانويل مبولا على موقع الاتحاد الدولي (مؤرشف)  (الإنجليزية)
- إيمانويل مبولا على موقع الاتحاد الأوربي (الإنجليزية)
- إيمانويل مبولا على موقع قاعدة بيانات كرة القدم.إي يو (الإنجليزية)
- إيمانويل مبولا على موقع ناشيونال فوتبول تيمز (الإنجليزية)
- إيمانويل مبولا على موقع Soccerway.com (الإنجليزية)
- إيمانويل مبولا على موقع عالم كرة القدم.نت (الإنجليزية)
- إيمانويل مبولا على موقع كووورة